# Nine Days
Nine Days est un groupe de rock américain, originaire de Long Island, à New York. Il est formé en 1994 par John Hampson et Brian Desveaux, et compte trois albums indépendants dans les années 1990, avant la sortie de son premier album chez une major, The Madding Crowd, en 2000.

## Biographie
Nine Days est formé à Long Island, à New York, par John Hampson et Brian Desveaux, ils sortent trois albums indépendants dans les années 1990 avant l'album de tous les succès, The Madding Crowd. Leur premier album indépendant, Something to Listen to (1995) est enregistré en neuf jours, période qu'ils utilisent comme nom de groupe (nine days). Le groupe commence à jouer Village Pub de Port Jefferson, à New York. Ils publient leur deuxième album, Monday Songs, en 1996, et remportent des concours radio locaux. Après la sortie de leur troisième album, Three, en 199, le groupe contacte le producteur Pat Thrall pour enregistrer une dém oquatre titres qui circulera chez les labels.
Le groupe signe ensuite chez Sony 550 Music, et enregistre, en février 1999, son premier album chez une major avec le producteur Nick DiDia. Ils publient donc leur quatrième album, The Madding Crowd, en mai 2000, qui est le mieux vendu dans toute la carrière du groupe, à 500 000 exemplaires aux États-Unis. Il est également certifié disque d'or par la RIAA. Le groupe en sort un hit aux États-Unis, Absolutely (Story of a Girl). If I Am est le deuxième single de l'album. Un autre album, So Happily Unsatisfied, est prévu pour 2003. En raison de complications avec leur label Sony, l'album n'est jamais sorti car le groupe n'avait plus les droits des chansons, ni ceux de l'album précédent qui continuera à se vendre mais ne rapportera rien au groupe. Sony empochant tous les revenus de l'album, le groupe estime s'être fait voler. Malheureusement le titre que Sony avait décidé de sortir comme single (Good Friend) n'est pas considéré par les fans comme le meilleur titre de l'album, son choix par la maison de disques ayant d'ailleurs été également critiqué par le groupe.
Après leur séparation d'avec Sony, le groupe sort sous leur propre label un autre album, Flying The Corporate Jet. À la mi-août 2006, Nine Days se réunit et retourne en studio pour enregistrer Slow Motion Life (Part One), un nouvel EP six titres, sorti le 19 janvier 2007. Slow Motion Life (Part Two) est annoncé pour le début de l'été 2007.
2013 est l'année du « renouveau », comme l'annonce John Hampson sur Twitter. Le 25 octobre de cette année, en effet, sort Something Out of Nothing. Ce nouvel album est dans un style différent des précédents, plus americana, comme à leurs débuts. Il peut intégralement être écouté sur le site officiel. Un nouvel album, Snapshots, est publié en 2016.

## Projets parallèles
Desveaux a sorti un album entièrement solo, Alive Today. Il compose toujours, et on peut écouter quelques chansons sur son site officiel :  Only God Loves Like That, My Kinda Lady, Salute Respect Remember.
Hampson est devenu professeur d'anglais, et sort trois albums entièrement solo. Un nouvel EP, No Fairy Tales, devrait sortir au deuxième semestre 2012 ; son premier single est My Fat Walle et s'écoute sur son site officiel.
John Hampson profite de ce nouvel album pour offrir un téléchargement gratuit par semaine (démo, vieille chanson, live, ...) dans ce qu'il appelle Throwback Thursday. Ces chansons gratuites ne peuvent être téléchargées qu'une semaine, mais elles restent disponibles par ailleurs.

## Membres
- John Hampson – guitare, chant
- Brian Desveaux – guitare, chant
- Jeremy Dean – claviers
- Nick Dimichino – basse, chœurs
- Vincent Tattanelli – batterie

## Discographie

### Albums studio
- 1995 : Something to Listen To
- 1996 : Monday Songs
- 1998 : Three'
- 2000 : The Madding Crowd
- 2002 : So Happily Unsatisfied
- 2003 : Flying the Corporate Jet
- 2013 : Something Out Of Nothing
- 2016 : Snapshots

### EP
- 2007 : Slow Motion Life (Part One)
- 2013 : Slow Motion Life (Part Two)